# Isla D'Urville (Antártida)
La isla D'Urville, también escrita como d'Urville, es la más septentrional del archipiélago de Joinville en la Antártida. Se ubica a 63°05′S 56°20′O / -63.083, -56.333 al norte de la isla Joinville, de la que está separada por el canal Larsen. 
Tiene unas 17 millas de largo y está completamente cubierta por el hielo, sin presentar elevaciones.

## Historia
En febrero de 1820, Edward Bransfield reflejó en los mapas un levantamiento aproximada de la costa oeste de la entonces isla sin nombre. Aunque fue vista durante la Tercera Expedición Antártica Francesa (1837-1840), bajo el mando del capitán Jules Dumont D'Urville que descubrió el archipiélago de Joinville, aunque fue confundida con parte de la isla Joinville. Como una masa terrestre independiente, fue reconocida solo en diciembre de 1902 por la Expedición Antártica Sueca  (1901-1903) bajo la dirección de Otto Nordenskjöld,  que la cartografió y la llamó así en honor al capitán  D'Urville.

## Reclamaciones territoriales
Argentina incluye a la isla en el departamento Antártida Argentina dentro de la provincia de Tierra del Fuego, Antártida e Islas del Atlántico Sur; para Chile forma parte de la comuna Antártica de la provincia Antártica Chilena dentro de la Región de Magallanes y de la Antártica Chilena; y para el Reino Unido integra el Territorio Antártico Británico. Las tres reclamaciones están sujetas a los términos del Tratado Antártico.
Nomenclatura de los países reclamantes: 
- Argentina: isla d'Urville
- Chile: isla D'Urville
- Reino Unido: d'Urville Island